# 오크 (워해머 40,000)

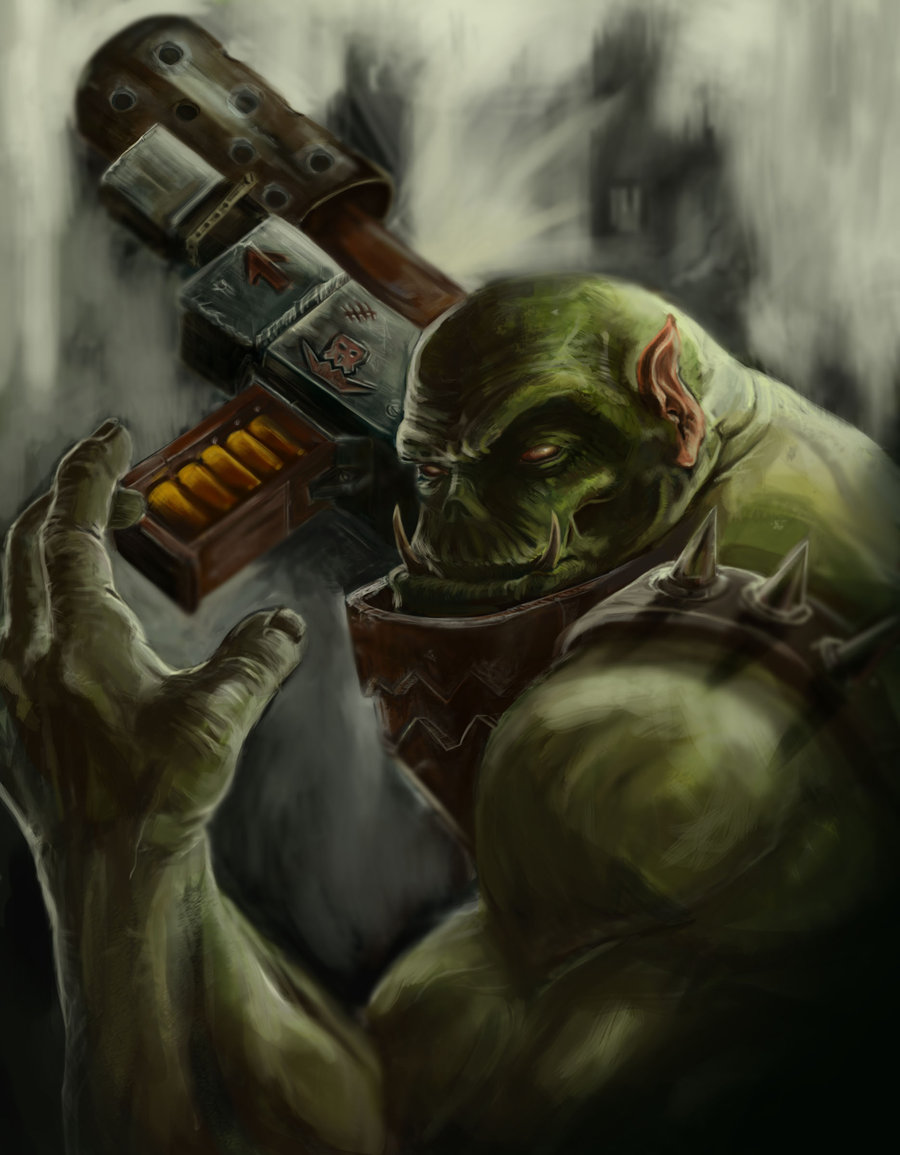

오크(Orks)는 워해머 40,000 가상 우주의 강력한 종족 중 하나로, 온 몸이 초록색 피부로 뒤덮여 있고 근육질인 식물 생물체이다.
그들은 포자를 통해 번식하며, 별도의 음식을 먹을 필요가 없이 광합성을 통해 양분을 섭취한다.

## 종족 특징

### Waaagh!!
Waaagh는 오크의 언어로 '전쟁'이란 뜻을 가짐과 동시에 그들이 가장 좋아하는 전쟁 함성이다. 이 Waaagh는 그런 그들의 싸우기 좋아하는 성향을 투영하고 있는 가장 대표적인 단어이다.

### 오크의 전쟁 본능
오크들은 그 무엇보다 전쟁을 삶의 중점으로 두고 있으며, 선천적으로 전쟁을 즐기도록 태어났다. 그들은 극도로 단순해서, 전쟁에서 자신들이 죽을 수 있다는 사실을 망각하며 자연스럽게 전쟁에 빨려들어 싸운다. 심지어 그들은 고통을 잘 느끼지도 못한다. 그들은 항상 전쟁에 굶주려 있으며 그 때문에 심지어 그들은 자신의 동족 끼리도 전쟁을 한다. 최근에 밝혀진 바로는 최강자를 정하기 위해 매시간마다 싸운다고 한다. 이렇듯, 그들은 매우 강하기 때문에, 인류제국의 학자들은 그들이 힘을 모아 그들의 적대 종족을 파괴한다면 그들이 우주 최강의 종족이 될 것이라고 예측하고 있다.

### Waaagh!! 에너지
타우와 네크론, 타이라니드를 제외한 종족들이 워프에 근본을 둔 에너지를 사용하는 사이커들을 두고 있는 데에 비해, 오크는 Waaagh!! 그 자체에서 힘을 빼와 사용하는 이른바 'Waaagh!! 에너지'를 사용하고 있다. 이는 굉장히 기이한 현상으로, 제국의 학자들도 그 원리를 밝혀내지 못하고 이럴것이다 라고 추측만 하고있다.

### 종류
오크 종족은 생김새와 성격등이 모두 다른 4종류의 하위 종족으로 이루어져 있는데, 한데 뭉쳐 '오코이드'라고 불리는 이 하위 종족들은 특별한 구분 없이 같은 종류의 포자에서 제멋대로 태어난다. 이들은 오크 사회에서 모두 다른 역할을 담당하며, 보통 오크가 주를 이루고 다른 종족들이 이를 보조하는 모습을 갖춘다.
- 오크

오크 종족의 중추를 담당하는 이들. 워해머 40K 세계관의 오크라 하면 보통 이들을 이른다. 이마가 작고 턱이 크며, 녹색 피부에 붉은 눈, 덩치에 비해 거대하고 몹시 날카로운 이빨을 가지고 있다. 팔은 인간에 비해 훨씬 길어 늘어뜨리고 걸으면 바닥에 끌리게 되며, 생명력이 몹시 강해 다른 종족이라면 죽음에 이를 상처를 입은 상태에서도 싸울 수 있다고 한다. 심지어 목이 잘려도 도로 붙인다면 살아나는데다, 의학적으로 이미 죽은 상태일때도 잠시 동안이라면 활동할 수 있다고 한다. 머리가 나쁜 편이지만 전쟁을 벌일 때 계략을 짜는데는 능한 것으로 보아 다른 일에 관심이 없는 탓도 있는 듯 하다. 날때부터 전쟁에 필요한 기술들을 대부분 가지고 태어나는데, 개중에는 의술이나 기술등의 기능을 타고나 의무병이나 기술병등의 직종을 가지는 이들도 있다. 일반적으로 인간과 비슷한 정도의 크기지만 비범한 일을 해내거나 해서 다른 오크들의 존경을 받는 오크는 그 존경심에 자극을 받아 분비된 호르몬으로 3~5M 정도의 크기를 가지게 된다. 이렇게 커진 오크는 크기에 비례하여 힘도 강해져 부족의 우두머리인 워보스가 되어 다른 오크들을 이끌게 된다.
- 그리친

한마디로 오크 종족의 잡일 담당. 오크보다 훨씬 작고 연약한 신체를 가지고 있지만 성질은 오크보다 훨씬 약삭빨라 오크들 사이에서 잔머리를 굴려 이익을 챙기길 때도 있다. 전장에서는 적을 죽이는 것 보다는 공포에 떨며 도망가는데 시간을 소비할정도로 무능하지만 전쟁과 싸움을 제외하면 그 어떤 일에도 의욕을 보이지 않는 오크들 대신 일상 생활의 모든 요소를 책임지고 있다. 개중에는 오크 기능공들의 보조로서 활동하는 출세를 하는 녀석들도 있지만, 이 모든 것들보다 훨씬 중요한 역할이 있으니 다름 아닌 장난감. 싸움이 없어 한가한 오크들에게 시도때도없이 맞고 걷어차인다. 게다가 일상 업무를 제대로 처리 못하면 스퀴고스의 먹이로 주어지거나 맞아 죽기도 한다. 하지만 그래뵈도 오크 종족인지라 싸움을 싫어하진 않는다. 다쳐서 반항할 수 없는 적이 보이거나 숫적으로 훨씬 우세할 경우 우르르 몰려들어 적을 괴롭히고 물건을 빼앗는 녀석들.
- 스노틀링

그레친보다도 훨씬 약한 오코이드. 다 자라봐야 어린 그레친정도의 크기인 이들이 실제로 하는 일은 거의 없으며, 진흙탕에서 뒹구는 스퀴그들을 키우거나 하는 잡일만 겨우 맡을 뿐이다. 개중에는 오크에게 간식거리 삼아 먹히는 이들도 있다. 가끔 빅 멕에게 징발당해 쇼크 어택 건의 탄환으로 쓰이기도 한다.
- 스퀴그

오코이드 종족중 가장 이질적인 생물. 그래도 이족보행을 하며 인간 형태를 취하고 있는 다른 세 종족과 달리 네발동물과 비슷한 모습을 가지고 있다. 그 성격과 형태도 천지 차이라 용도도 공격용부터 식용, 장식용까지 다양하다. 인간의 가축을 한데 뭉쳐놓았다고 보면 편하다. 개중에는 크게 자랄 경우 타이탄 크기까지도 자라는 거대 개체인 스퀴고스도 존재하는데, 오크들은 스퀴고스를 잘 훈련시켜 전장에 데리고 나가 무기로 쓴다.

### 계급
- 워보스

클랜이나 워밴드에서 가장 크고 강한 오크로, 보통은 다른 오크들의 존경을 받거나 훌륭한 전과를 세워서 탄생하지만 드물게 놉의 하극상으로 만들어지기도 한다. 여전히 멍청하지만 다른 오크들에 비해 똑똑한 편이다.
```
워로드 : 위의 워보스가 다른  많은 클랜들을 제압하거나 Waaaagh!!를 일으켜 성공하는 경우에 만들어진다.
워보스와 비슷하지만 워보스보다 훨씬 많은 부하들을 가지고 있고, 더 많은 전리품과 무기들을 챙길 수 있다.
```

- 빅 멕

멕 보이가 커져서 다른 멕 보이들을 관리하는 직위. 주 역할은 싸움보다는 버나 보이들을 관리하고 무기를 만들어내는데 주력한다.
- 놉

워보스 다음으로 크고 강한 오크들로, 보통은 몰려다니며 싸우지만 일반 보이즈들 사이에서 분대장역할도 수행하면서 워보스의 호위를 담당한다.
- 보이

오크의 중추를 담당하는 일반적이고 흔한 오크들로써, 오크들이 태어나면 별다른 일이 없는한 보이로 삶을 살아가게 된다. 그러나 개중에는 기계를 다루는 멕 보이(Mech Boy)로 빠지기도 하고 의료기술을 다루는 페인보이(Pain Boy)로 빠지기도 하며, 그레친들을 다루는 런드허트로 살아가기도한다.

## 오크놀러지
오크는 첨단 기술을 가지지 못하였으나, 다른 오크보다 영리한 빅 멕과 멕 보이들이 기계들을 만들어 오크 군대에 보급한다. 그러나 이 기계들은 알 수 없는 불가사의한 원리에 의해 작동되고 있어 다른 종족들이 이 원리를 밝혀내려 하고 있으나 그 원리를 밝혀내는 데 실패했고 심지어는 오크 자신들조차 이 기계들의 작동 원리를 모른다. 일례로, 인간제국의 리만 러스 전차를 오크식으로 개조한 것을 화성에 있는 테크 프리스트들이 분석한 결과, '엔진이 없음에도 불구하고 움직였다'고 한다. 다만, 개조가 가능한것들은 인류제국의 것들뿐. 하지만 카오스와 타우 제국, 심지어는 네크론의 병기들도 개조해서쓰는 경우가 보인다.

### 빨간색이 다른것들보다 더 빠르다!
오크들의 차량 및 모든 움직이는 물체는 빨간색을 칠하면 속도가 빨라진다는 설정을 가지고 있는데, 이는 오크들이 ' 그래야 한다 ' 고 해서 되는 것으로 추측된다. 일단은 빨간색으로 칠하면 빨라지는 것이 당연하다고 생각하는 데서 그 힘이 온다는 설정으로, 오크들의 불가사의한 정신능력에 의한 개조의 대표적인 사례중 하나이다. 일례로, 오크 차량을 빨간색으로 뒤덮으면 동력계와 딱히 연동되는 개조가 아님에도 속도가 월등히 빨라진다. 이러한 오크의 특징은 워해머 40k 미니어쳐 게임에 그대로 반영되어 있다.
실제로 빨간색을 칠한 오크의 차량은 다른 종족의 차량들보다 0.3배 빠르다고 나와있다. 코덱스에

### 기이한 무기들
오크들의 총기는 안에 총알을 추진시키는 화약이나 스프링도 없는 경우가 허다하며, 심지어는 총알이 없는데도 탄환이 발사되는 경우가 있는가 하면, 난잡한 기계덩어리에게 방아쇠만 있어도 탄환이 나간다. 오크들중에서도 기계에 지식을 가지고 있는 빅 멕이나 멕 보이즈들 같은 경우에는 몆 안되는 부품을 가지고 무기를 제작하기도 한다.

### 신체 접촉
오크들, 특히 워보스의 몸에 꽂아 넣은 기계들은 모두들 정상 작동하기에, 워보스들은 제대로 만들어지지 않은 기계들을 온 몸에 꽂고 다닌다. (ex : 파워클로, 수백 개의 전선, 슈타, 메가 아머, 바퀴 등)이러한 행위, 다시 말하자면 몸에 기계를 꽂아 넣는 이유는 '그냥 멋있고 강해보이려고'라고 한다. 개중엔 장식용에 그치는 것도 있으나 실제로 강한무기들도 있다.

## 문화

### 언어
브로큰 잉글리시는 워해머 40000의 오크가 쓰는 언어로써, 일반 영어보다 난잡한 면을 보인다. 브로큰 잉글리시와 일반 영어와의 차이점에는 다음과 같은 것이 있다.
- 모든 Be동사는 is혹은 iz로 통일한다.
- 일반 영어에서의 er 을 브로큰 잉글리시에서는 -a 로 표기하고, 발음한다.
- 일반 영어에서의 복수를 나타내는 -s를 브로큰 잉글리시에서는 -z로 표기하고, 발음한다.

※ 예시 : Boys → Boyz
- 일반 영어에서의 관사 The를 브로큰 잉글리시에서는 Da 로 표기하고, 발음한다.

※ 예시 :The BoysHot-> Da boyz hurt
- 오크들은 'h' 발음을 못 내므로, 브로큰 잉글리시에서는 일반적으로 h 발음을 생략하여 표기하고, 발음한다.

※ 예시 : Hunter → 'Unta, Head → 'Ead
※ 예외 : Human → Humie
- 일반 영어에서 -ck, -c 을 브로큰 잉글리시에서는 -kk 혹은 -k 따위로 표기하고, 발음한다.

※ 예시 : Duck → Duk, Mac → Mek

### 종교
모든 오크들은 유일신 고크와 모크를 믿는다. 고크는 기다란 이빨을 보이며 씩 웃고는 혜성 크기의 못 박힌 몽둥이로 적의 머리에 강력한 일격을 날리고, 잔꾀의 대가인 모크는 적이 그의 쪽을 바라보지 않을 때까지 기다렸다가 로우블로우를 박아넣는다라고 한다. 오크판 타이탄인 가간트는 오크들이 고크와 모크를 형상화한 모습이며, 할 일 없는 오크들은 고크와 모크 중 누가 최고인지를 가리기 위해 자기들끼리 싸우거나 심지어 전쟁을 벌이기도 한다. 이 신들에 대한 신앙은 너무도 강해서, 위어드 보이가 구사하는 사이킥 기술로도 구현될 정도다.
고크와 모크의 차이점은 너무나 애매해 그들에게 물어보면 이런 대답을 들을 수 있을 것 이라고 한다.
"고크와 모크의 차이는 정면에서 대놓고 머리를 때리는 것과 뒤에서 몰래 다가가 뒤통수를 치는 것의 차이다."

### 경제
오크들은 그들의 치아를 화폐로 쓰고 있다. 오크는 치아가 뽑히더라도 다시 자라나기 때문에 가능한 일. 구판 코덱스에 따르면 치아 하나면 맛있는 곰팡이 맥주나 스퀴그 파이를, 치아 한 가방으로는 그럴싸한 탈것을 살 수 있다고 한다. 오크의 치아는 잇몸에서 뽑아내고 1년정도 지나면 부스러져서 가치가 사라지기 때문에 오크들은 치아를 뽑자마자 바로 써버린다.